# Supersport-Weltmeisterschaft 2017
Die Supersport-WM-Saison 2017 war die 19. in der Geschichte der FIM-Supersport-Weltmeisterschaft. Es wurden 12 Rennen ausgetragen.

## Punkteverteilung
Weltmeister wird derjenige Fahrer beziehungsweise der Hersteller, der bis zum Saisonende die meisten Punkte in der Weltmeisterschaft angesammelt hat. Bei der Punkteverteilung werden die Platzierungen im Gesamtergebnis des jeweiligen Rennens berücksichtigt. Die fünfzehn erstplatzierten Fahrer jedes Rennens erhalten Punkte nach folgendem Schema:
| Punkteverteilung | Punkteverteilung | Punkteverteilung | Punkteverteilung | Punkteverteilung | Punkteverteilung | Punkteverteilung | Punkteverteilung | Punkteverteilung | Punkteverteilung | Punkteverteilung | Punkteverteilung | Punkteverteilung | Punkteverteilung | Punkteverteilung | Punkteverteilung |
| ---------------- | ---------------- | ---------------- | ---------------- | ---------------- | ---------------- | ---------------- | ---------------- | ---------------- | ---------------- | ---------------- | ---------------- | ---------------- | ---------------- | ---------------- | ---------------- |
| Platz            | 1                | 2                | 3                | 4                | 5                | 6                | 7                | 8                | 9                | 10               | 11               | 12               | 13               | 14               | 15               |
| Punkte           | 25               | 20               | 16               | 13               | 11               | 10               | 9                | 8                | 7                | 6                | 5                | 4                | 3                | 2                | 1                |

In die Wertung kommen alle erzielten Resultate.

## Rennkalender
|    | Datum         | Land           | Strecke                               | Streckenlayout |
| -- | ------------- | -------------- | ------------------------------------- | -------------- |
| 1  | 26. Februar   | Australien     | Phillip Island Circuit                |                |
| 2  | 12. März      | Thailand       | Chang International Circuit           |                |
| 3  | 2. April      | Spanien        | Motorland Aragón                      |                |
| 4  | 30. April     | Niederlande    | TT Circuit Assen                      |                |
| 5  | 14. Mai       | Italien        | Autodromo Enzo e Dino Ferrari         |                |
| 6  | 28. Mai       | Großbritannien | Donington Park                        |                |
| 7  | 18. Juni      | Italien        | Misano World Circuit Marco Simoncelli |                |
| 8  | 20. August    | Deutschland    | Lausitzring                           |                |
| 9  | 17. September | Portugal       | Autódromo Internacional do Algarve    |                |
| 10 | 1. Oktober    | Frankreich     | Circuit de Nevers Magny-Cours         |                |
| 11 | 22. Oktober   | Spanien        | Circuito de Jerez                     |                |
| 12 | 4. November   | Katar          | Losail International Circuit          |                |

## Teams und Fahrer
Die Auflistung der Teams und Fahrer entspricht der offiziellen Starterliste. Ersatz- und Wildcard-Fahrer sind in dieser Übersicht gesondert gekennzeichnet.
| Nr. | Fahrer                | Nation         | Team                                 | Motorrad              | Klasse |
| --- | --------------------- | -------------- | ------------------------------------ | --------------------- | ------ |
| 1   | Kenan Sofuoğlu        | Türkei         | Kawasaki Puccetti Racing             | Kawasaki Ninja ZX-6 R | WSS    |
| 4   | Gino Rea              | Großbritannien | Team Kawasaki Go Eleven              | Kawasaki Ninja ZX-6 R | WSS    |
| 5   | Axel Bassani          | Italien        | 3570 Puccetti Racing FMI             | Kawasaki Ninja ZX-6 R | WSS    |
| 7   | Davide Pizzoli        | Italien        | Race Department ATK#25               | MV Agusta F3          | WSS    |
| 9   | Connor London         | Neuseeland     | RSV Phoenix Suzuki                   | Suzuki GSX-R 600      | ESS    |
| 10  | Nacho Calero          | Spanien        | Orelac Racing Verdnatura             | Kawasaki Ninja ZX-6 R | WSS    |
| 11  | Christian Gamarino    | Italien        | Bardahl Evan Bros. Honda Racing      | Honda CBR 600 RR      | WSS    |
| 13  | Anthony West          | Australien     | EAB West Racing                      | Yamaha YZF-R 6        | WSS    |
| 14  | Jack Kennedy          | Irland         | Profile Racing                       | Triumph Daytona 675   | WSS    |
| 16  | Jules Cluzel          | Frankreich     | CIA Landlord Insurance Honda         | Honda CBR 600 RR      | WSS    |
| 22  | Matt Edwards          | Australien     | Euro Twins Brisbane                  | Triumph Daytona 675   | WSS    |
| 23  | Max Enderlein         | Deutschland    | MVR Racing                           | Yamaha YZF-R 6        | WSS    |
| 24  | Decha Kraisart        | Thailand       | Yamaha Thailand Racing Team          | Yamaha YZF-R 6        | WSS    |
| 25  | Alex Baldolini        | Italien        | Race Department ATK#25               | MV Agusta F3          | WSS    |
| 26  | Kazuki Watanabe       | Japan          | Team Kawasaki Go Eleven              | Kawasaki Ninja ZX-6 R | WSS    |
| 32  | Sheridan Morais       | Südafrika      | Kallio Racing                        | Yamaha YZF-R 6        | WSS    |
| 35  | Stefan Hill           | Großbritannien | Profile Racing                       | Triumph Daytona 675   | WSS    |
| 36  | Thomas Gradinger      | Österreich     | MPB Racing                           | Yamaha YZF-R 6        | WSS    |
| 38  | Hannes Soomer         | Estland        | WILSport Racedays                    | Honda CBR 600 RR      | ESS    |
| 39  | Chalermpol Polamai    | Thailand       | Yamaha Thailand Racing Team          | Yamaha YZF-R 6        | WSS    |
| 40  | Joe Francis           | Großbritannien | HALSALL Racing Team                  | Yamaha YZF-R 6        | WSS    |
| 41  | Aiden Wagner          | Australien     | Gemar Team Lorini                    | Honda CBR 600 RR      | WSS    |
| 44  | Roberto Rolfo         | Italien        | Team Factory VAMAG                   | MV Agusta F3          | WSS    |
| 47  | Robert Hartog         | Niederlande    | Team Hartog - Jenik - Against Cancer | Kawasaki Ninja ZX-6 R | ESS    |
| 48  | Giuseppe Scarcella    | Australien     | Gemar Team Lorini                    | Honda CBR 600 RR      | WSS    |
| 52  | Marco Malone          | Italien        | Team Green Speed                     | Kawasaki Ninja ZX-6 R | WSS    |
| 56  | Péter Sebestyén       | Ungarn         | SSP Hungary by Pedercini Racing      | Kawasaki Ninja ZX-6 R | ESS    |
| 61  | Alessandro Zaccone    | Italien        | MV Agusta Reparto Corse              | MV Agusta F3          | ESS    |
| 62  | Vasco van der Valk    | Niederlande    | Team SWPN                            | Yamaha YZF-R 6        | WSS    |
| 63  | Zulfahmi Khairuddin   | Malaysia       | Orelac Racing Verdnatura             | Kawasaki Ninja ZX-6 R | WSS    |
| 64  | Federico Caricasulo   | Italien        | GRT Yamaha Official WorldSSP Team    | Yamaha YZF-R 6        | WSS    |
| 65  | Michael Canducci      | Italien        | 3570 Puccetti Racing FMI             | Kawasaki Ninja ZX-6 R | WSS    |
| 66  | Niki Tuuli            | Finnland       | Kallio Racing                        | Yamaha YZF-R 6        | WSS    |
| 70  | Robin Mulhauser       | Schweiz        | CIA Landlord Insurance Honda         | Honda CBR 600 RR      | WSS    |
| 71  | Christoffer Bergman   | Schweden       | CIA Landlord Insurance Honda         | Honda CBR 600 RR      | WSS    |
| 73  | Jacopo Cretaro        | Italien        | RSV Phoenix Suzuki                   | Suzuki GSX-R 600      | ESS    |
| 74  | Jaimie van Sikkelerus | Niederlande    | MVR Racing                           | Yamaha YZF-R 6        | ESS    |
| 77  | Kyle Ryde             | Großbritannien | Kawasaki Puccetti Racing             | Kawasaki Ninja ZX-6 R | WSS    |
| 78  | Hikari Okubo          | Japan          | CIA Landlord Insurance Honda         | Honda CBR 600 RR      | WSS    |
| 81  | Luke Stapleford       | Großbritannien | Profile Racing                       | Triumph Daytona 675   | WSS    |
| 82  | Lorenzo Cipiciani     | Italien        | Team VUEFFE Corse                    | Honda CBR 600 RR      | WSS    |
| 83  | Lachlan Epis          | Australien     | Response RE Racing                   | Kawasaki Ninja ZX-6 R | WSS    |
| 84  | Loris Cresson         | Belgien        | SC Racing-RPM84                      | Yamaha YZF-R 6        | WSS    |
| 87  | Lorenzo Zanetti       | Italien        | Team Factory VAMAG                   | MV Agusta F3          | WSS    |
| 92  | Hiromichi Kunikawa    | Japan          | CIA Landlord Insurance Honda         | Honda CBR 600 RR      | ESS    |
| 95  | David Allingham       | Großbritannien | EHA Racing Jewsons Yamaha            | Yamaha YZF-R 6        | WSS    |
| 99  | P. J. Jacobsen        | USA            | MV Agusta Reparto Corse              | MV Agusta F3          | WSS    |
| 104 | Ken Eguchi            | Japan          | Kawasaki Puccetti Racing             | Kawasaki Ninja ZX-6 R | WSS    |
| 111 | Kyle Smith            | Großbritannien | Gemar Team Lorini                    | Honda CBR 600 RR      | WSS    |
| 122 | Daniele Corradi       | Italien        | SCS Racing Team                      | Kawasaki Ninja ZX-6 R | WSS    |
| 144 | Lucas Mahias          | Frankreich     | GRT Yamaha Official WorldSSP Team    | Yamaha YZF-R 6        | WSS    |
| 147 | Marc Buchner          | Deutschland    | MVR Racing                           | Yamaha YZF-R 6        | WSS    |
| 163 | Davide Stirpe         | Italien        | Team Factory VAMAG                   | MV Agusta F3          | WSS    |
| 177 | Nasser Al Malki       | Katar          | DS Junior Team                       | Kawasaki Ninja ZX-6 R | WSS    |

| Legende | Legende                      |
| ------- | ---------------------------- |
|         | Stammfahrer                  |
|         | Wildcard-Fahrer              |
|         | Ersatzfahrer                 |
| ESS     | Europe Supersport Cup        |
| WSS     | Supersport-Weltmeisterschaft |

Anmerkungen
1. ↑  Ersatz für Canducci in Misano
2. ↑  Wildcard in Australien; Aragonien bis Misano
3. ↑  Ersatz für Hill in Imola & Donington
4. ↑  Wildcard in Australien
5. ↑  Wildcard in Portugal
6. 1 2  Wildcard in Thailand
7. 1 2 3  Wildcard in Deutschland
8. 1 2  Wildcard in Donington
9. ↑  Stammfahrer bis Assen
10. ↑  Stammfahrer bis Misano
11. ↑  Stammfahrer ab Imola (Ersatz für Wagner)
12. 1 2  Wildcard in Imola
13. ↑  Wildcard in Assen
14. 1 2  Wildcard in Misano
15. ↑  Wildcard in Aragonien und Imola
16. ↑  Stammfahrer ab Deutschland
17. ↑  Wildcard in Aragonien

## Rennergebnisse
| #  | Datum  | Rennen         | Strecke        | Pole-Position       | Platz 1             | Platz 2             | Platz 3             | Schn. Rennrunde     | Gesamtführung  | Gesamtführung |
| #  | Datum  | Rennen         | Strecke        | Pole-Position       | Platz 1             | Platz 2             | Platz 3             | Schn. Rennrunde     | Fahrer         | Konstrukteur  |
| -- | ------ | -------------- | -------------- | ------------------- | ------------------- | ------------------- | ------------------- | ------------------- | -------------- | ------------- |
| 1  | 26.02. | Australien     | Phillip Island | P. J. Jacobsen      | Roberto Rolfo       | Lucas Mahias        | Anthony West        | P. J. Jacobsen      | Roberto Rolfo  | MV Agusta     |
| 2  | 12.03. | Thailand       | Buri Ram       | Jules Cluzel        | Federico Caricasulo | Decha Kraisart      | Niki Tuuli          | Christian Gamarino  | Roberto Rolfo  | Yamaha        |
| 3  | 02.04. | Spanien        | Aragón         | P. J. Jacobsen      | Lucas Mahias        | Sheridan Morais     | P. J. Jacobsen      | Michael Canducci    | Lucas Mahias   | Yamaha        |
| 4  | 30.04. | Niederlande    | Assen          | Kenan Sofuoğlu      | Kenan Sofuoğlu      | Lucas Mahias        | Jules Cluzel        | Kenan Sofuoğlu      | Lucas Mahias   | Yamaha        |
| 5  | 14.05. | Italien        | Imola          | P. J. Jacobsen      | Kenan Sofuoğlu      | Lucas Mahias        | P. J. Jacobsen      | Lucas Mahias        | Lucas Mahias   | Yamaha        |
| 6  | 28.05. | Großbritannien | Donington      | Kenan Sofuoğlu      | Kenan Sofuoğlu      | Lucas Mahias        | Jules Cluzel        | Jules Cluzel        | Lucas Mahias   | Yamaha        |
| 7  | 18.06. | Italien        | Misano         | Kenan Sofuoğlu      | Kenan Sofuoğlu      | Jules Cluzel        | Federico Caricasulo | Kenan Sofuoğlu      | Lucas Mahias   | Yamaha        |
| 8  | 20.08. | Deutschland    | Lausitzring    | Sheridan Morais     | Sheridan Morais     | Kenan Sofuoğlu      | Lucas Mahias        | Lucas Mahias        | Lucas Mahias   | Yamaha        |
| 9  | 17.09. | Portugal       | Portimão       | Kenan Sofuoğlu      | Kenan Sofuoğlu      | Lucas Mahias        | Jules Cluzel        | Jules Cluzel        | Kenan Sofuoğlu | Yamaha        |
| 10 | 01.10. | Frankreich     | Magny-Cours    | Niki Tuuli          | Niki Tuuli          | Federico Caricasulo | P. J. Jacobsen      | Federico Caricasulo | Lucas Mahias   | Yamaha        |
| 11 | 22.10. | Spanien        | Jerez          | Federico Caricasulo | Federico Caricasulo | Jules Cluzel        | Anthony West        | Federico Caricasulo | Lucas Mahias   | Yamaha        |
| 12 | 04.11. | Katar          | Losail         | Lucas Mahias        | Lucas Mahias        | Jules Cluzel        | Kenan Sofuoğlu      | Kenan Sofuoğlu      | Lucas Mahias   | Yamaha        |

## Fahrerwertung
| Rang | Fahrer                | Maschine  | AUS | THA | SPA | NLD | ITA  | GBR | ITA | DEU | POR | FRA | SPA | KAT | Gesamt- punkte |
| ---- | --------------------- | --------- | --- | --- | --- | --- | ---- | --- | --- | --- | --- | --- | --- | --- | -------------- |
| 1    | Lucas Mahias          | Yamaha    | 2   | DNF | 1   | 2   | 2    | 2   | DNF | 3   | 2   | 4   | 5   | 1   | 190            |
| 2    | Kenan Sofuoğlu        | Kawasaki  | INJ | INJ | DNF | 1   | 1    | 1   | 1   | 2   | 1   | INJ | INJ | 3   | 161            |
| 3    | Jules Cluzel          | Honda     | DNF | DNF | 4   | 3   | 6    | 3   | 2   | 4   | 3   | 5   | 2   | 2   | 155            |
| 4    | Sheridan Morais       | Yamaha    | 11  | 7   | 2   | 5   | 4    | 6   | 8   | 1   | 4   | 8   | 6   | 7   | 141            |
| 5    | Federico Caricasulo   | Yamaha    | DNF | 1   | DNF | 6   | DNF  | DNF | 3   | DNF | 7   | 2   | 1   | 4   | 118            |
| 6    | P. J. Jacobsen        | MV Agusta | 6   | DNF | 3   | 4   | 3    | DNF | 4   | DNF | 5   | 3   | 4   | DNF | 108            |
| 7    | Niki Tuuli            | Yamaha    | 5   | 3   | DNF | 16  | DNF  | 24  | DNF | 5   | DNF | 1   | 7   | 6   | 82             |
| 8    | Anthony West          | Yamaha    | 3   |     | DNS | 14  | 11   | 7   | 10  | 8   |     |     | 3   | 5   | 73             |
| 9    | Kyle Smith            | Honda     | DNF | DSQ | 16  | 11  | 5    | 8   | 5   | 7   | DNF | 9   | DNF | 10  | 57             |
| 10   | Luke Stapleford       | Triumph   | DNF | WD  | 10  | 8   | 13   | 4   | DNF | 10  | 11  | 10  | 18  | 8   | 55             |
| 11   | Christian Gamarino    | Honda     | DNS | DNF | 7   | 9   | 7    | DNF | DNF | 12  | 6   | 15  | 10  | 12  | 50             |
| 12   | Roberto Rolfo         | MV Agusta | 1   | 11  | 6   | 15  | DNS1 | 14  | 18  |     |     | DNF |     |     | 43             |
| 13   | Kyle Ryde             | Kawasaki  | 4   | 5   | 8   | 12  | DNF  | 11  | 14  | 16  | DNF | 22  |     |     | 43             |
| 14   | Michael Canducci      | Kawasaki  | 14  | DNF | 5   | 7   | 14   | 17  |     | 15  | 13  | 7   | 11  | DNF | 42             |
| 15   | Hikari Okubo          | Honda     | DNS | 6   | 11  | 21  | 9    | 9   | 15  | 23  | 12  | 11  | 13  | DNF | 42             |
| 16   | Lorenzo Zanetti       | MV Agusta |     |     |     |     |      |     |     | 6   | 8   | 6   | 17  | 11  | 33             |
| 17   | Gino Rea              | Kawasaki  | DNS | DSQ | DNF | 17  | 15   | 12  | 6   | DNF | 14  | DNF | 9   | 9   | 31             |
| 18   | Hannes Soomer         | Honda     |     |     | 9   | 13  | 16   | 13  | 9   | 13  | 15  | 13  | 15  |     | 28             |
| 19   | Robert Hartog         | Kawasaki  |     |     | 12  | 10  | 17   | 19  | 13  | DNF | 10  | 17  | 8   |     | 27             |
| 20   | Kazuki Watanabe       | Kawasaki  | 8   | 9   | 15  | DNF | DNF  | 15  | 12  | 20  | DNF | DNF | 22  | DNF | 21             |
| 21   | Decha Kraisart        | Yamaha    |     | 2   |     |     |      |     |     |     |     |     |     |     | 20             |
| 22   | Aiden Wagner          | Honda     | 7   | 8   | 17  | DNS |      |     |     |     |     |     |     |     | 17             |
| 23   | Alessandro Zaccone    | MV Agusta |     |     |     | 18  | 10   | DNF | 11  | 14  | DNF | DNF | 12  |     | 17             |
| 24   | Christoffer Bergman   | Honda     |     |     |     |     |      |     |     | 11  | 9   | 12  | 16  | 16  | 16             |
| 25   | Jack Kennedy          | Triumph   |     |     |     |     | 12   | 5   |     |     |     |     |     |     | 15             |
| 26   | Thitipong Warokorn    | Kawasaki  |     | 4   |     |     |      |     |     |     |     |     |     |     | 13             |
| 27   | Axel Bassani          | Kawasaki  |     |     |     |     |      |     | 7   |     |     |     | 14  |     | 11             |
| 28   | Nacho Calero          | Kawasaki  | 9   | 13  | 18  | 19  | 21   | 22  | 16  | 18  | DNF | DNF | DNF | 17  | 10             |
| 29   | Lachlan Epis          | Kawasaki  | 10  | 12  | 20  | DNF | 19   | 23  | DNF | 21  | DNF | 24  | 24  | 18  | 10             |
| 30   | Loris Cresson         | Yamaha    |     |     | DNF |     | 8    |     | DNF |     |     |     |     |     | 8              |
| 31   | Alex Baldolini        | MV Agusta | 13  | INJ | INJ | INJ | DNF  | 16  |     | DNF |     | 14  | DNF | 13  | 8              |
| 32   | Thomas Gradinger      | Yamaha    |     |     |     |     |      |     |     | 9   |     |     |     |     | 7              |
| 33   | Robin Mulhauser       | Honda     | DNS | 10  | DNF | 20  | 18   | 18  | DNF |     |     |     |     |     | 6              |
| 34   | Joe Francis           | Yamaha    |     |     |     |     |      | 10  |     |     |     |     |     |     | 6              |
| 35   | Zulfahmi Khairuddin   | Kawasaki  | 12  | DNF | 14  | DNF | DNS1 | 20  | DNF | 19  | 17  | 19  | 19  | 19  | 6              |
| 36   | Xavier Cardelús       | MV Agusta |     |     | 13  |     |      | DNF |     |     |     |     |     | 14  | 5              |
| 37   | Davide Pizzoli        | MV Agusta | DNF | 14  | DNS | DNF | DNS1 |     |     |     |     |     |     |     | 2              |
| 38   | Stefan Hill           | Triumph   | DNF | WD  | 21  | DNF | INJ  | INJ | 23  | 25  | DNF | 18  | DNF | 15  | 1              |
|      | Péter Sebestyén       | Kawasaki  |     |     |     | 24  | 23   | 25  | 17  | 17  | 16  | 21  | DNF |     | 0              |
|      | Jaimie van Sikkelerus | Yamaha    |     |     | 24  | 23  | DNF  | 21  |     | 22  | 18  | 20  | 21  |     | 0              |
|      | Jacopo Cretaro        | Suzuki    |     |     | 22  | DNF | 22   |     | 19  |     |     |     |     |     | 0              |
|      | Hiromichi Kunikawa    | Honda     |     |     | 23  | DNF | 20   | 26  | 21  |     |     |     |     |     | 0              |
|      | Vasco van der Valk    | Yamaha    |     |     |     | 22  |      |     | 20  |     |     |     |     |     | 0              |
|      | Lorenzo Cipiciani     | Honda     |     |     |     |     |      |     | 22  |     |     |     |     |     | 0              |
|      | Connor London         | Suzuki    |     |     | 26  | 25  | 25   |     | 24  |     |     |     |     |     | 0              |
|      | Giuseppe Scarcella    | Honda     |     |     |     |     | 24   | 27  | DNF | 26  | DNF |     |     | DNF | 0              |
|      | Ken Eguchi            | Kawasaki  |     |     |     |     |      |     |     | 24  |     |     |     |     | 0              |
|      | Nasser Al Malki       | Kawasaki  |     |     | 25  |     |      |     |     |     |     |     |     |     | 0              |
|      | Chalermpol Polamai    | Yamaha    |     | DNF |     |     |      |     |     |     |     |     |     |     | 0              |
|      | Daniele Corradi       | Kawasaki  |     |     |     |     | DNF  |     |     |     |     |     |     |     | 0              |
|      | Marco Malone          | Kawasaki  |     |     |     |     | DNF  |     |     |     |     |     |     |     | 0              |
|      | David Allingham       | Yamaha    |     |     |     |     |      | DNF |     |     |     |     |     |     | 0              |
|      | Davide Stirpe         | MV Agusta |     |     |     |     |      |     | DNF |     |     |     |     |     | 0              |
|      | Marc Buchner          | Yamaha    |     |     |     |     |      |     |     | DNF |     |     |     |     | 0              |
|      | Max Enderlein         | Yamaha    |     |     |     |     |      |     |     |     | DNF |     |     |     | 0              |
|      | Matt Edwards          | Triumph   | DNQ |     |     |     |      |     |     |     |     |     |     |     | 0              |
| Rang | Fahrer                | Maschine  | AUS | THA | SPA | NLD | ITA  | GBR | ITA | DEU | POR | FRA | SPA | KAT | Gesamt- punkte |

| Farbe         | Bedeutung                               |
| ------------- | --------------------------------------- |
| Gold          | Sieger                                  |
| Silber        | 2. Platz                                |
| Bronze        | 3. Platz                                |
| Grün          | Platzierung in den Punkten              |
| Blau          | Klassifiziert außerhalb der Punkteränge |
| Violett       | Rennen nicht beendet (DNF)              |
| Violett       | nicht klassifiziert (NC)                |
| Rot           | nicht qualifiziert (DNQ)                |
| Schwarz       | disqualifiziert (DSQ)                   |
| Weiß          | nicht am Start (DNS)                    |
| Weiß          | zurückgezogen (WD)                      |
| Weiß          | Rennen abgesagt (C)                     |
| ohne Farbe    | nicht am Training teilgenommen (DNP)    |
| ohne Farbe    | verletzt oder krank (INJ)               |
| ohne Farbe    | ausgeschlossen (EX)                     |
| ohne Farbe    | nicht erschienen (DNA)                  |
| fett          | Pole-Position                           |
| kursiv        | Schnellste Rennrunde                    |
| unterstrichen | WM-Führung                              |
| hochgestellt  | Platzierung im Sprintrennen             |

1 Keine Teilnahme am neu gestarteten zweiten Rennen

## Konstrukteurswertung
| Rang | Konstrukteur | AUS | THA | SPA | NLD | ITA | GBR | ITA | DEU | POR | FRA | SPA | KAT | Gesamt- punkte |
| ---- | ------------ | --- | --- | --- | --- | --- | --- | --- | --- | --- | --- | --- | --- | -------------- |
| 1    | Yamaha       | 2   | 1   | 1   | 2   | 2   | 2   | 3   | 1   | 2   |     |     |     | 191            |
| 2    | Kawasaki     | 4   | 4   | 5   | 1   | 1   | 1   | 1   | 2   | 1   |     |     |     | 182            |
| 3    | Honda        | 7   | 6   | 4   | 3   | 5   | 3   | 2   | 4   | 3   |     |     |     | 124            |
| 4    | MV Agusta    | 1   | 11  | 3   | 4   | 3   | 14  | 4   | 6   | 5   |     |     |     | 111            |
| 5    | Triumph      | DNF | WD  | 10  | 8   | 12  | 4   | 23  | 10  | 11  |     |     |     | 42             |
| 6    | Suzuki       |     |     | 22  | 25  | 22  |     | 19  |     |     |     |     |     | 0              |